# Vlasenica (kommun)
Vlasenica är en kommun i Bosnien och Hercegovina.   Den ligger i entiteten Republika Srpska, i den östra delen av landet, 60 km nordost om huvudstaden Sarajevo.